# 八月初六
八月初六，农历八月第六天。

## 大事记
- 宋元祐元年（1079年），青苗法正式廢除。
- 元大德七年(1303年)，山西洪洞、赵城一带发生8级地震[1]，造成200,000到475,800人死亡，大震后余震数年不止，加之连续三年天旱无收，人民饥寒交迫，流离失所。
- 清光緒二十四年(1898年)，該日凌晨慈禧太后率衛隊囚禁光緒帝於瀛台，然後下詔太后訓政。當天步軍統領衙門兵弁圍南海會館宅，搜捕康有為未獲，但在此拿獲康廣仁和康的弟子程大璋、錢維驥。之後又查抄了粵籍官僚張蔭桓寓所，沒有發現康有為，將張逮捕。

## 出生
- 越南昌符九年(1385年)：黎利，越南後黎朝開國君主，後人稱黎太祖。
- 康熙三十九年(1700年)：弘昀，清朝雍正帝二子（前有一早夭的哥哥弘昐，但未序齒）。

## 逝世
- 遼應曆二年(952年)：耶律婁國，遼義宗耶律倍的次子。
- 日本元祿二年(1689年)：八條宮尚仁親王，後西天皇第八皇子。
- 清雍正五年(1727年)：弘時，清朝雍正帝第三子，乾隆帝的哥哥。
- 汉明帝永平十八年(75年)：汉明帝，东汉第二位皇帝。

## 参看
- 日历
- 八月初四 - 八月初五 - 八月初六 - 八月初七 - 八月初八
- 七月初六 - 八月初六 - 九月初六
- 正月 - 二月 - 三月 - 四月 - 五月 - 六月 - 七月 - 八月 - 九月 - 十月 - 十一月 - 腊月
- 公历8月6日